# Huỳnh Khương An
Huỳnh Khương An, né le 7 mai 1912 à Saïgon (Indochine française) et mort le 22 octobre 1941 à Châteaubriant (Loire-Inférieure), est un professeur de philosophie, militant communiste et résistant français. Il est l'un des vingt sept fusillés le 22 octobre 1941 en représailles après la mort de Karl Hotz.

## Biographie
Arrivé en France à douze ans (ou quinze ans), il y est envoyé afin de continuer ses études. Il fut interne au lycée du Parc à Lyon et sort diplômé de lettres de l'université de Toulouse en 1938.
Durant ses études, il entre en contact avec le mouvement communiste et des ouvriers français, et en 1936 il devient secrétaire des étudiants communistes qui, la même année pendant les grèves, organisèrent la solidarité avec les travailleurs, en particulier aux usines Berliet. C'est à cette époque qu'il fait la rencontre de sa future femme, Germaine Barjon née Ferrazzini, qui militait alors dans l’organisation des Amis de l’Union soviétique et y occupait des responsabilités nationales. Ils vécurent maritalement et eurent un enfant en 1936.
À la fin de l'année 1938, ils s'installent à Paris pour continuer leurs études et il obtient en 1940 un poste de professeur stagiaire de latin au lycée Carnot à Versailles.
Après l'interdiction du Parti communiste français en 1939 et lors de l'occupation de la France en 1940, il participe à la vie clandestine de son parti et à des actions antifascistes.
Il est arrêté le 18 juin 1941 par la police française. Lors d'une perquisition qui précéda l'arrestation, la police découvre du matériel de « propagande », de l'argent et des habits.
Il est ensuite emprisonné à la prison de la Santé et détenu quatre mois au camp de Choisel. Huỳnh Khương An est fusillé le 22 octobre 1941 âgé de 29 ans à Châteaubriant, comme les 26 autres résistants en représailles après la mort de Karl Hotz.
Sa dernière lettre disait : « Sois courageuse, ma chérie. C'est sans doute la dernière fois que je t'écris. Aujourd'hui, j'aurai vécu.»
Sa femme, Germaine Barjon est arrêtée le même jour que lui, le 18 juin 1941 et est successivement détenue dans les prisons de la Roquette, de Fresnes et de Rennes. Elle est déportée en mai 1944 dans le camp de Ravensbrück et de Svatava et est rapatriée le 25 mai 1945. Après la Libération, elle poursuit son engagement politique et meurt en février 1997.
Le lieu d'inhumation d'Huỳnh Khương An varie selon les sources. Le site des Cimetières de France montre une photo de son inhumation à Saint-Aubin-des-Châteaux, avec une faute d'orthographe sur son prénom, tandis que MémorialGenWeb évoque une inhumation au cimetière du Père Lachaise. Ces deux lieux d'inhumations différents sont confirmés par l'Amicale de Châteaubriant.
Il n'a reçu aucune distinction posthume, que ce soit la médaille de la Résistance ou la mention « mort pour la France », contrairement à Guy Môquet par exemple.
L'historien Alain Ruscio évoque Huỳnh Khương An comme « un symbole d'un combattant communiste international dans la lutte des peuples du monde contre le fascisme, et un ami proche de la classe ouvrière et du peuple français ».

## Hommages

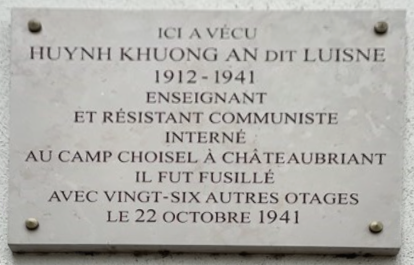
Plaque en mémoire d'Huynh Khuong An sur l'immeuble du 6 avenue de la Porte-de-Brancion dans le 15e arrondissement de Paris, où il a habité.

- Le 24 octobre 2014, la ville de Paris fait poser une plaque commémorative au 6 avenue de la Porte-Brancion dans le 15e arrondissement, sur la façade de l'immeuble où il a habité.
- Deux rues à Vung Tàu et Hô Chi Minh-Ville au Vietnam portent le nom de Huỳnh Khương An.